# The Spill Canvas
The Spill Canvas est un groupe de rock alternatif américain, originaire de Sioux Falls, dans le Dakota du Sud. Il est composé de quatre membres : Nick Thomas au chant et à la guitare, Joe Beck à la batterie, Landon Heil à la basse, et Dan Ludeman à la guitare et aux chœurs.

## Biographie

### Débuts (2002–2008)
Tout commence avec un projet solo acoustique de Nick Thomas. Il commence à écrire à l'âge de 15 ans, fortement soutenu par son père qui croit en son talent. Muni de sa guitare, ses chansons parlent des angoisses des jeunes, des émotions des jeunes de sa génération. Il est un guitariste doué, habile et joue aussi du piano et de la basse. Une fois son diplôme obtenu, il rejoint en tant que guitariste le groupe de metal Nodes of Ranvier. Ce n'est qu'après qu'il forme le groupe The Spill Canvas. Arrive donc Go for the Jugalar, qui est le premier album sorti sous le nom de The Spill Canvas, en 2002. Cet album comprend uniquement des chansons acoustiques composées par Nick Thomas.
Ce n'est qu'en 2004 que The Spill Canvas prend la forme d'un groupe. Nick Thomas inclut Ross Wheeler et Brandon Aegerter, qui quittent le groupe rapidement et sont remplacés par Joe Beck, Scott McGuier à la basse et Dan Ludeman. Vient ensuite Sunsets and Car Crashes en 2004, album qui est entièrement enregistré et produit par Nick Thomas. Le premier album collaboratif du groupe, One Fell Swoop, est publié en 2005, et se vend à plus de 50 000 exemplaires. Il atteint la 29e place des Billboard Top Heatseekers, et la 47e place des Top Independent Albums.
Au début de 2007, le groupe décide de se séparer de leur bassiste Scott McGuier. Landon Hell, alors guitariste dans le groupe The Glass Atlantic, prend sa place temporairement avant de devenir un membre permanent du groupe. Ensemble, ils réalisent l'album No Really, I'm Fine, album dans lequel se trouve la chanson All Over You. Toujours en 2007, le groupe publie l'EP Denial Feels So Good, marquant leur premier passage au label Sire Records. En 2008 sort un double vinyle nommé Scraps/No Really I'm Fine. La même année, le groupe part en tournée européenne avec The Fold en tant que première partie du groupe Plain White T's. Le 5 février 2008, il passe à Paris, au Trabendo. Une fois de retour en Amérique, les membres du groupe partent en tournée avec OneRepublic, The Hush Sound et Augustana.

### Formalities(2010–2011)
Entre fin 2009 et début 2010, ils enregistrent leur prochain album, dont deux EP sont déjà sortis. Le premier, sorti le 12 janvier 2010, est Abnormalites. Le second EP, Realities, est mis en pré-commande le 1er avril, et disponible depuis le 13 avril. Le 21 avril 2010, The Spill Canvas entame une tournée américaine.  Le dernier album, Formalities, est sorti (sous forme numérique) le 27 juillet 2010. The Spill Canvas annonce à la mi-janvier 2011 qu'ils font une pause. Le groupe dit avoir besoin de temps pour retrouver leur son, mais ne savent pas ce qu'ils se passera dans le futur. Après leur tournée en octobre avec The Goo Goo Dolls, The Spill Canvas donnent quelques concerts sans Dan Ludeman. Celui-ci avait vendu sur Ebay sa guitare Gibson Les Paul qu'il utilisait en live et dans tous les clips du groupe. Il était dit qu'il avait décidé de quitter le groupe, ce qui sera démenti plus tard. Aucune annonce officielle n'avait été faite. Le groupe avait annoncé sa pause via Argusleader. 
Cette pause était prévisible, dans un premier temps du fait que le dernier album (Formalities) n'avait pas la même émotion que les anciens. Le dernier album jugé trop pop, ne correspondant plus au groupe. De plus le fait que Formalities ne soit sorti qu'en format numérique avait fait pressentir la fin du groupe.

### Gestalt(depuis 2012)
Le groupe annonce la fin de sa pause via les réseaux sociaux en septembre 2011. Une séance photo avec des fans est organisée par le groupe le 21 octobre. Le groupe donne aussi un concert, le 28 octobre 2011, dans leur ville, Sioux Falls (Dakota du Sud), pour leur retour. Maintenant groupe indépendant, il passe par le site Kickstarter afin de solliciter les fans et réunir le budget dont il a besoin. Leurs fans sont présents et le groupe obtient rapidement la somme voulue. 
Le groupe commence à travailler le nouvel album au début de 2012. The Spill Canvas annonce l'album Gestalt le 22 mai 2012. La chanson Parallels and Money sera comprise dans l'album. Après un grand moment d'inactivité, le groupe revient tourner en 2016 avec Acceptance pour trois concerts.

## Membres

### Membres actuels
- Nick Thomas - chant, guitare, claviers, production
- Landon Heil - basse
- Bryce Job – batterie, percussions, chœurs

### Membre de tournée
- Mike Naran - guitare, chœurs

### Ancien membres
- Bryan Chalk – batterie, percussions
- Dan Ludeman – guitare, chœurs

## Discographie

### Albums studio
- 2002 : Go for the Jugular
- 2004 : Sunsets and Car Crashes
- 2005 : One Fell Swoop
- 2007 : No Really, I'm Fine
- 2008 : Scraps/No Really, I'm Fine
- 2010 : Formalities
- 2012 : Gestalt

### EP
- 2003 : The Concept EP
- 2007 : Denial Feels So Good
- 2008 : Honestly, I'm Doing Okay
- 2010 : Abnormalities
- 2010 : Realities